# Francesco Stella (pittore)
Francesco Stella (Roma, 1862 – Buenos Aires, 1940) è stato un pittore, scenografo e decoratore italiano.

## Biografia
Nato a Roma nel 1862. Ha studiato l'arte nella sua città natale sotto la guida del Maestro Luigi Alessandro Bazzani. Arrivato in Argentina nel 1897, assunto per svolgere le decorazioni di murali nella residenza privata del allora Presidente della Repubblica, José Evaristo Uriburu. Successivamente ha decorato le chiese di San Carlos e di Nostra Signora di Sion, a Buenos Aires, e la Madonna del Rosario (ora Duomo) a Santa Fe, città omonima. È anche chiamata la sua collaborazione per gli architetti più famosi del suo tempo. L'attività scenica, è stata associata con Humberto Talevi, e con Alfredo Lancillotti con il quale ha fatto diverse serie per diverse aziende, avendo guadagnato concetti elogiativi, per i suoi  lavori Nel 1905, ha partecipato alla fondamento della società di Scenografi Riuniti, con Juan Piantini, il suo direttore, Dario Fiorani, Cipriano concesso e il citato Lancillotti e Talevi. Circa tra il 1911 e il 1924 è impegnato dal Teatro Colón Buenos Aires, dove ha effettuato varietà di lavori scenografici come artista scenografo per diverse presentazioni di Opera e Ballet. Morì nel 1940. Fu padre dell'artista-pittore Hugo Stella (1891-1953), restauratore di edifici storici.